# Hopewell (Nueva Jersey)
Hopewell es un borough ubicado en el condado de Mercer en el estado estadounidense de Nueva Jersey. En el año 2010 tenía una población de 1.922 habitantes y una densidad poblacional de 1.067,78 personas por km².

## Geografía
Hopewell se encuentra ubicado en las coordenadas 40°23′20″N 74°45′50″O / 40.38889, -74.76389.

## Demografía
Según la Oficina del Censo en 2000 los ingresos medios por hogar en la localidad eran de $77,270 y los ingresos medios por familia eran $91,205. Los hombres tenían unos ingresos medios de $52,656 frente a los $47,315 para las mujeres. La renta per cápita para la localidad era de $38,413. Alrededor del 2.1% de la población estaba por debajo del umbral de pobreza.